# Какко, Тони
Тони Какко (фин. Toni Kristian Kakko; род. 16 мая 1975 Кеми, Финляндия) — вокалист, главный автор текстов финской пауэр-метал-группы Sonata Arctica.

## Биография
Тони родился в маленьком городе Кеми на севере Финляндии.Начал петь бэк-вокалистом в 1993—1994 годы в «humppa pandi», являлся её лидером. Впоследствии ушёл из группы, и в 1996 году основал группу Sonata Arctica, до этого учился два года играть на клавишных и выступал на небольших фестивалях. Сперва он планировал одновременно петь и играть на клавишных, но позже клавишная партия досталась другому участнику Сонаты — Микку Харкину, а Тони сосредоточился на вокале. На творчество Тони оказали влияние такие коллективы, как Queen, Stratovarius, Children of Bodom и Nightwish. Обладает чистым сильным тенором в диапазоне до фальцета.
15 февраля 2019 года Тони Какко был вручен Рыцарский крест ордена Льва Финляндии за заслуги в сфере музыки и за большой вклад в воспитание детей — он является покровителем школы Keminmaa Pölhö School, работал с футбольным клубом PS Kemi, а его песня «I Have a Right» с альбома Stones Grow Her Name используется несколькими детскими правозащитными организациями.

## Дискография

### Sonata Arctica
- Friend 'till the End (демо) — 1996
- Agre Pamppers (демо) — 1996
- PeaceMaker (демо) — 1997
- FullMoon (демо) — 1999
- Ecliptica — 1999
  - «UnOpened» (сингл) — 1999
  - Successor (EP) — 2000
- Silence — 2001
  - Orientation (EP) — 2001
  - «Wolf & Raven» (сингл) — 2001
  - «Last Drop Falls» (сингл) — 2001
- Songs of Silence (Live) — 2002
- Winterheart’s Guild — 2003
  - Takatalvi (EP) — 2003
  - «Victoria’s Secret» (сингл) — 2003
  - «Broken» (сингл) — 2003
  - Don’t Say a Word (EP) — 2004
- Reckoning Night — 2004
  - «Don’t Say a Word» (сингл) — 2004
  - «Shamandalie» (сингл) — 2004
- The End of This Chapter (компиляция) — 2005
- For the Sake of Revenge (Live and DVD) — 2006
- The Collection 1999—2006 (компиляция) — 2006
  - «Replica 2006» (сингл) — 2006
- Unia — 2007
  - «Paid in Full» (сингл) — 2007
- The Days of Grays — 2009
  - «The Last Amazing Grays» (сингл) — 2009
- Stones Grow Her Name — 2012
  - «I Have A Right» (сингл) — 2012
- Pariah’s Child — 2014
  - «The Wolves Die Young» (сингл) — 2014
  - «Cloud Factory» (сингл) — 2014
  - «Love» (сингл) — 2014
- The Ninth Hour — 2016
  - «Closer to an Animal» (сингл) — 2016
- Talviyö — 2019
  - «A Little Less Understanding» — 2019
  - «Cold» — 2019
  - «Who Failed the Most» — 2019

### Northern Kings
- Reborn — 2007
- Rethroned — 2008

### Приглашенный вокалист
- Nightwish — Over the Hills and Far Away — 2001
- Nightwish — From Wishes to Eternity (DVD) — 2001
- Heavenly — Virus — 2006
- Eternal Tears of Sorrow — Before the Bleeding Sun — 2006
- Nuclear Blast All-Stars: Into the Light — 2007
- Odin's Court — Deathanity — 2008
- Epica — Design Your Universe — 2009
- Eilas Viljanen — Fire-Hearted — 2009
- Van Canto — Tribe Of Force — 2010
- Powerglove — Saturday Morning Apocalypse — 2010
- Туомас Холопайнен — The Life and Times of Scrooge — 2014